# Bambusa schizostachyoides
Bambusa schizostachyoides är en gräsart som beskrevs av Wilhelm Sulpiz Kurz och James Sykes Gamble. Bambusa schizostachyoides ingår i släktet Bambusa och familjen gräs. Inga underarter finns listade i Catalogue of Life.